# 小林中
小林 中（こばやし あたる、1899年〈明治32年〉2月17日 - 1981年〈昭和56年〉10月28日）は、日本の実業家。初代日本開発銀行（現・日本政策投資銀行）総裁、日本航空会長、東急電鉄社長、富国生命保険社長などを歴任。戦後の財界において影の財界総理と称されるほどの実力者であった。愛称はコバチュー。初代石和町名誉町民。位階は正三位。勲等は勲一等旭日大綬章。

## 来歴・人物

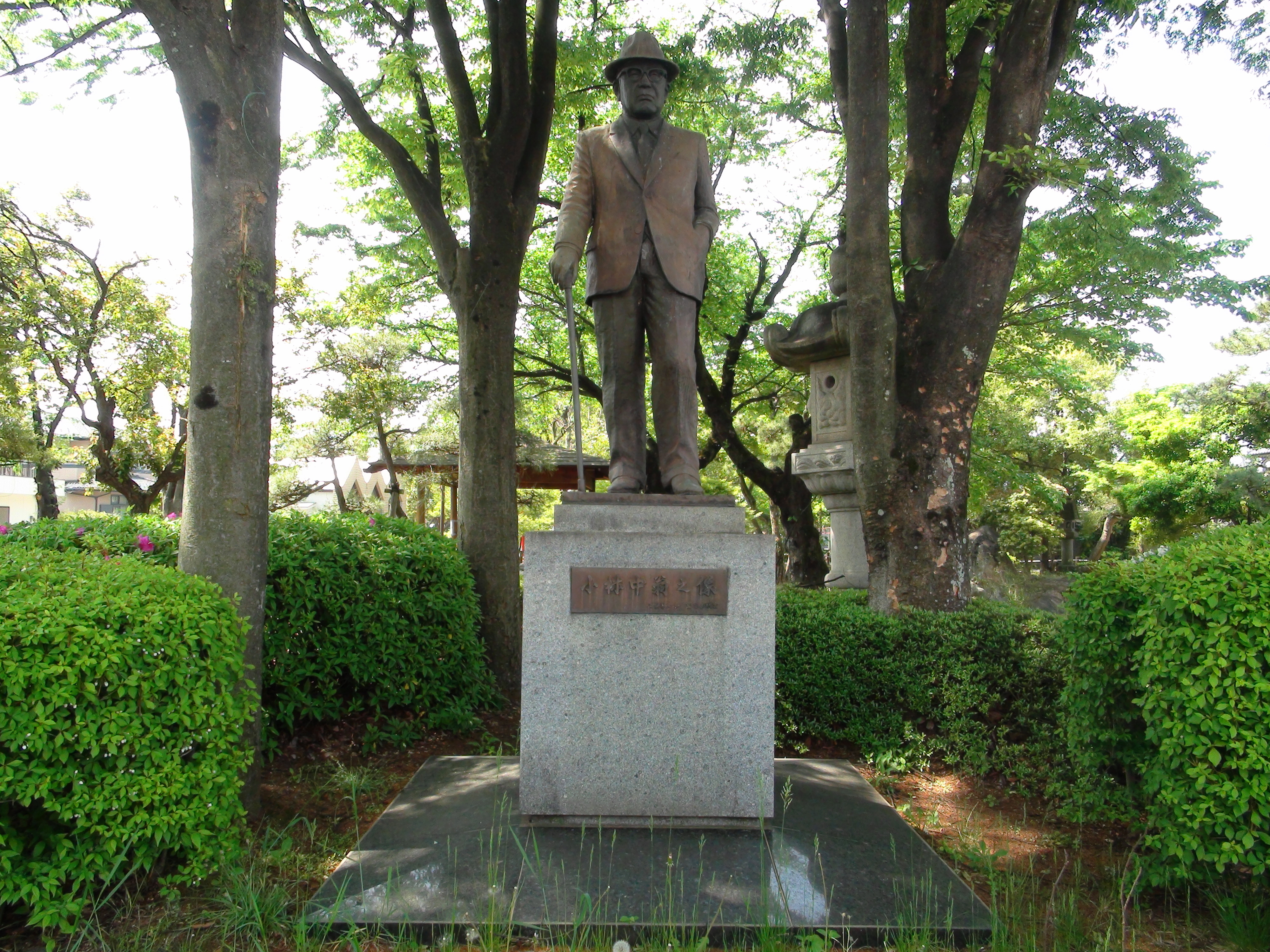
小林中の銅像（笛吹市石和町小林公園内）

山梨県中巨摩郡源村（現・南アルプス市）に、父「矢崎貢」、母「ふく」の次男として出生。1899年（明治32年）12月に母方の祖父である小林伝右衛門の養子となり、同1901年（明治34年）9月に家督を相続する。
旧制甲府中学校（現・山梨県立甲府第一高等学校）を卒業後、上京して麻布北新門前町（現東麻布二丁目）に一軒家を借りる。慶應義塾大学経済学部を受験するも失敗し、1917年（大正6年）まで無試験だった早稲田大学政治経済学部経済学科に進学するも、後に中退。

### 番町会メンバーとして
1922年（大正11年）、郷里に帰り石和銀行取締役兼支配人を経て、1929年（昭和4年）に根津嘉一郎が社長を務める富国徴兵保険相互会社（現・富国生命保険）に入社する。小林は社長秘書として、根津から帝王学教育を授けられる一方、当時郷誠之助（元東商会頭）を中心とする少壮実業家グループ「番町会」のメンバーとして名を連ね人脈を広げていった。
1934年、番町会が帝人株の取引で不正な利益を得ていたとして、主要なメンバーが起訴され、小林も連座し投獄の憂き目にあった（「帝人事件」）。結局全員に無罪判決が下ることになったこの事件は、軍部の革新派と気脈を通じた司法・検察内部の一部勢力による、既存の政財界指導層への揺さぶりを狙ったものと言われている。斎藤実内閣はこの事件が契機となって総辞職している。小林は遺書を用意するほどの過酷な取調べを受けたが屈せず、1937年に解決後富国徴兵保険に復帰し、1938年取締役、1940年専務取締役を経て、1943年に社長に就任する。帝人事件の縁で、同じ根津財閥系の日清紡績社長宮島清次郎と知己になり、また1940年に根津嘉一郎が逝去後、遺産整理に携わったが、その過程で当時大蔵省国税課長の池田勇人と知り合い、「オレ、オマエ」の友人関係となる。こうして築かれた人脈が、戦後財界人としての飛躍の助けとなった。
終戦後、公職追放された五島慶太の要請により、1946年から1年半東京急行電鉄社長を兼任する。1947年には生命保険協会会長に就任。

### 日本開発銀行総裁として
1951年（昭和26年）、日本開発銀行の設立に伴い、首相・吉田茂は親友の宮島清次郎の推挙により、小林に初代総裁の白羽の矢を立てる。吉田との会談の席上、小林は「開銀は政府金融機関ですから政党その他から多くの注文がくると思いますが、私は一切引き受けません。たとえ総理からでもお断りしますが、それで良ければお引き受けします」と明言し、ますます吉田の信頼をかち得ることとなった。
就任後は開銀の業務を市中銀行の肩代わり融資に限定しようとしたジョゼフ・ドッジを説き伏せ、基幹産業に直接融資するという方針を貫いた。資金不足にあたっては、開銀が政府保証を付けて外資を導入するという施策でまかなった。開銀の融資により、鉄鋼、自動車、造船会社の設備投資が活発になり、戦後復興に弾みをつけることとなった。しかしながら、開銀からは汚職事件に関与した者は皆無だった。当時日本興業銀行から理事として出向していた中山素平は「小林さんは一部に政商といった評があったので、僕らがしっかりしなければならないと思った。しかし一緒に仕事をしてみると、まったく違った。実に立派だった」と回想している。
1951年、山梨県では翌1952年（昭和27年）4月の統一地方選挙に際して再選を目指す初代公選知事の吉江勝保に対して対抗馬を立てる動きが加速する。県会議員の星野重次や竹中英太郎ら労組幹部は山梨県政刷新連盟を結成し民主党議員の天野久を擁立し、選挙戦では天野が勝利する。天野は当選すると副知事に経済・財政通の人物を求め、小林中ら山梨県出身の財界人は山梨県人の中央高級官僚を打診し、郵政省簡易保険局長の金丸徳重が副知事となった。

### 総裁辞任、晩年
1956年（昭和31年）に産業計画会議委員（議長・松永安左ヱ門）就任。同年、池田勇人が大蔵大臣に就任すると、「親友の自分が開銀総裁のままでは資金の融資が色眼鏡でみられる」として、翌1957年（昭和32年）に辞任。その引き際の良さが、財界で高く評価された。辞任後は小林事務所を開設して「天下の素浪人」を自称するも、各界の来客は引きもきらなかった。池田が首相になると、公私のけじめをつけるために顕職にこそ付かなかったものの、永野重雄（富士製鐵社長）、桜田武（日清紡績社長）、水野成夫（産経新聞社長）とともに「財界四天王」と呼ばれ、池田内閣に影響力を及ぼしていった。晩年にいたるまで、アラビア石油社長（1968年（昭和43年））、日本航空会長（1973年（昭和48年））をはじめ、アジア経済研究所初代会長（1960年（昭和35年））、海外技術協力事業団初代会長（現・国際協力機構、1962年）など、数多くの役職に就任し、財界の世話役、相談役として活躍した。
1960年（昭和35年）10月15日、中央政界では自由党・日本民主党の保守合同により自由民主党が結成される。山梨県ではこれに対応して新党山梨県支部連合会が発足するが、会長人事は難航し参議院議員の広瀬久忠や小林中に打診された。小林は会長職を断るが後楽園社長の田辺宗英を推薦し、田辺は翌年の参院選出馬後任を引き受け、自由民主党山梨県支部連合会が発足した。
1964年（昭和39年）財団法人サンケイスカラシップ発起人の一人となる。他に太田垣士郎、大河内一男、高村象平、水野成夫、鹿内信隆、沢村義夫。
1981年（昭和56年）82歳で死去。出身地石和町（現笛吹市）の初代名誉町民であり、生前石和町に寄贈された甲州街道沿い笛吹市石和町市部に所在する旧邸宅跡地は、都市公園石和小林公園として整備され、公園内には小林の銅像が建てられている。同年、生前の功績を元に正三位勲一等旭日大綬章授与。墓所は富士霊園

## 親族
- 父方祖父・矢崎保全 ‐ 医師。長崎で蘭学を学び、医業の傍ら明治5年まで私塾を開き、漢学も教えた。[12]
- 父・矢崎貢（1864-） ‐ 石和銀行頭取。保全の長男。栗田寛に師事し、家塾を開いていた。[13][14]
- 母・ふく ‐ 東八代郡の大地主・小林伝右衛門の三女
- 妻： 小林慶子（子爵大岡忠量の三女）[15]
- 長男： 小林喬（富国生命保険の元社長）
- 孫：堀内詔子（喬の娘、衆議院議員。堀内光一郎に嫁す）
- 叔父：古屋専蔵（実業家、衆議院議員）
- 義弟：大木七朗（衆議院議員・大木喬命の次男。妹のつね代が嫁す[15][16]）